# Dillenburg
Dillenburg é uma cidade da Alemanha no estado de Hessen, conhecida por ter sido o lugar de nascimento de João Maurício de Nassau, militar e expedicionário em terras brasileiras.